# إيوستاس كونواي
إيوستاس كونواي (بالإنجليزية: Eustace Conway)‏ هو عالم طبيعي ومدرس وعالم بيئة أمريكي، ولد في 1961 في كولومبيا في الولايات المتحدة.

## وصلات خارجية
- الموقع الرسمي